# Shavit
Shavit (hebr. שביט, RSA-3) – jedna z pierwszych izraelskich rakiet nośnych, wyprodukowana przez Izrael i RPA. Była przeznaczona do wynoszenia niewielkich satelitów na niską orbitę okołoziemską. Właścicielem była Izraelska Agencja Lotów Kosmicznych.

## Historia
Pierwszy start rakiety Shavit odbył się 19 września 1988 w kosmodromie Palmachim w Izraelu. Dzięki wyniesieniu satelity szpiegowskiego Ofeq-1 Izrael został ósmym krajem na świecie, który wystrzelił własnego satelitę okołoziemskiego.
W kwietniu 1995 została zastąpiona przez nowszą rakietę nośną Shavit-1.

## Budowa rakiety
Budowa rakiety opierała się na doświadczeniach zdobytych z wcześniejszą rakietą balistyczną Jerycho-2. Rakieta Shavit posiadała trzy stopnie z silnikami rakietowymi zasilanymi paliwem stałym, z których dwa pierwsze pochodziły z rakiety Jerycho-2.
- Stopień 1 – Masa całkowita: 10 215 kg. Masa pustego członu: 1100 kg. Silnik: 1 x RSA-3-1. Siła ciągu: 456,0 kN. Czas pracy: 52 s. Długość: 6,30 m. Średnica: 1,30 m. Paliwo: stałe.
- Stopień 2 – Masa całkowita: 10 971 kg. Masa pustego członu: 1771 kg. Silnik: 1 x RSA-3-2. Siła ciągu: 476,6 kN. Czas pracy: 52 s. Długość: 6,40 m. Średnica: 1,30 m. Paliwo: stałe.
- Stopień 3 – Masa całkowita: 2048 kg. Masa pustego członu: 170 kg. Silnik: 1 x RSA-3-3. Siła ciągu: 58,8 kN. Czas pracy: 94 s. Długość: 2,60 m. Średnica: 1,30 m. Paliwo: stałe[3].

## Chronologia startów
- 19 września 1988 godzina 09:32 GMT – Miejsce startu: kosmodrom Palmachim, Izrael. Rakieta nośna: Model LV. Ładunek: satelita Ofeq-1 (masa: 155 kg). Apogeum: 149 km. Czas trwania lotu: 98,80 min.
- 3 kwietnia 1990 godzina 12:02 GMT – Miejsce startu: kosmodrom Palmachim, Izrael. Rakieta nośna: Model LV. Ładunek: satelita Ofeq-2 (masa: 160 kg). Apogeum: 251 km. Czas trwania lotu: 88,50 min[4].